# Wadi Mujib
Wadi Mujib, ki je tudi 'skoraj zagotovo' znan kot svetopisemski potok Arnon, je rečni kanjon v Jordaniji, ki vstopa v Mrtvo morje približno 420 metrov pod morsko gladino. Območje je zaščiteno kot biosferni rezervat, vpisan leta 2011.

## Geografija
V zadnji ledeni dobi je vodostaj Mrtvega morja dosegel 180 metrov pod morsko gladino, približno 240 metrov višje kot danes. Poplavilo je spodnja območja kanjonov ob njegovih bregovih, ki so postali zalivi in začeli kopičiti sedimente. Ko so se podnebne razmere spremenile, je pred približno 20.000 leti vodostaj jezera padel, zaradi česar so se ponovno pojavili kanjoni, blokirani z jezerskim laporjem. Večini kanjonov je uspelo presekati zapore in nadaljevati tok. Vendar je Wadi Mujib opustil svojo nekdanjo odprtino s prebijanjem odcepa v peščenjaku. Ta ozka razpoka je postala ozko grlo ogromnega porečja z mogočnim pretokom. Z leti se je poglobil in nastala je soteska Wadi Mujib.
Rezervat Mujib v Wadi Mujibu leži v gorski pokrajini vzhodno od Mrtvega morja, v južnem delu doline Jordana, približno 90 kilometrov južno od Amana. Rezervat 212 kvadratnih kilometrov je leta 1987 ustanovilo Kraljevo društvo za varstvo narave in je regionalno in mednarodno pomembno, zlasti za življenje ptic, ki jih rezervat podpira. Unesco je leta 2011 razglasil biosferni rezervat Mujib. Razprostira se na gorah Kerak in Madaba na severu in jugu, ponekod doseže 900 metrov nadmorske višine. Ta variira v višino do 1300 metrov  v kombinaciji s celoletnim vodnim tokom v dolini in sedmih pritokov pomeni, da Wadi Mujib uživa v čudoviti biotski raznovrstnosti, ki jo še danes raziskujejo in dokumentirajo. Rezervat je sestavljen iz gorske, skalnate in puščave z redkim rastlinjem (do 800 metrov), s klifi in Kanjoni, ki sekajo planoto. Na obrežje Mrtvega morja pritečejo trajni potoki.
Do sedaj je bilo zabeleženih več kot 300 vrst rastlin, 10 vrst mesojedih in številne vrste stalnih in ptic selivk. Nekatera odročna gorska in dolinska območja so težko dosegljiva, zato nudijo varna zatočišča za redke vrste mačk, koz in drugih gorskih živali.
Pobočja imajo zelo redko rastlinstvo, na planotah je stepska pokrajina. Izliv podzemne vode se pojavlja na mestih ob obali Mrtvega morja, na primer pri vročih izvirih Zara, kjer je bujna goščava akacije, tamariše, vrsta palme Phoenix in navadni oleander ter majhno močvirje. Manj strma pobočja rezervata uporabljajo za pašo ovac in koz.
Vroči izviri Hammamat Ma'in ležijo blizu meja rezervata in se veliko uporabljajo za turizem in rekreacijo.
Jordanska vojska ima začasno taborišče na jugu rezervata.
Jez Mujib je bil dokončan leta 2004 na dnu vadija, kjer sodobna cesta prečka reko. Kot rezultat tega se je oblikovalo veliko jezero. Danes Wadi Mujib hrani sedem pritokov.

### Živalstvo
Poleg domačih ptic je rezervat strateško pomemben kot varna postaja za ogromno število selivk, ki letno letijo po dolini Jordanskega tektonskega jarka med Afriko in severovzhodno Evropo. V Mujibu je med drugimi mogoče videti naslednje ptice:
- brkati ser (Gypaetus barbatus)
- egiptovski jastreb (Neophron percnopterus)
- beloglavi jastreb (Gyps fulvus)
- kratkonogi skobec (Accipiter brevipes)
- južna postovka (Falco naumanni)
- sajasti sokol (Falco concolor)
- peščena jerebica (Ammoperdix heyi)
- sova (Strix butleri)
- Oenanthe monacha
- Cercomela melanura
- arabski drozgač (Turdoides squamiceps)
- domači strnad (Emberiza striolata)
- ščinkavec (Bucanetes githagineus)
- palestinski vrabec (Passer moabiticus)
- izraelski rdečeperutec (Onychognathus tristramii) [6]

Številni mesojedci naseljujejo različne vegetacijske cone na Mujibu, na primer progasta hijena in sirski volk. Ena najpomembnejših živali v Mujibu je nubijski ibex (Capra nubiana), velik planinski kozel, ki je zaradi pretiranega lova postal ogrožen.

## Biblična zgodovina
Wadi Mujib, svetopisemski potok Arnon, je bil od nekdaj pomembna mejna črta. Po Pentatevhu je nekoč ločil Moabite od Amoritov (4Mz 21,13-26; 5Mz 3,8; Sod 11,18).
Po hebrejski naselitvi je teoretično razdelil Moab od plemen Ruben in Gad (5Mz 3,12-16). Toda Moab je v resnici ležal toliko proti severu, kot je bil južno od Arnona. Na severu so bili na primer Aroer, Dibon, Madaba in druga moabitska mesta. Tudi pod Omrijem in Ahabom, ki sta obvladovala del moabitskega ozemlja, Izrael ni prišel dlje proti jugu kot Ataroth, približno deset milj severno od Arnona.
Moabski kralj Meša v svojem napisu na (Meševi steli, vrstica 10) pravi, da so Gaditi (ne Reubenci) prej zasedli Atarot, od koder so izgnali Izraelce. Omeni (vrstica 26), da so zgradili cesto vzdolž Arnona. O starodavnem pomenu reke in mest v njeni bližini pričajo številne ruševine mostov, utrdb in zgradb, najdenih ob ali blizu nje. Plitvino navaja Izaijeva knjiga (Iz 16,2). Njegove "višine", kronane z gradovi poglavarjev, so slavile tudi v verzih (4Mz  21,28).